# Corydalis cava subsp. cava
Corydalis cava subsp. cava é uma subespécie de planta com flor pertencente à família Papaveraceae. 
A autoridade científica da subespécie é (L.) Schweigg. & Körte, tendo sido publicada em Spec. Fl. Erlang. 2: 44 (1811).

## Portugal
Trata-se de uma subespécie presente no território português, nomeadamente em Portugal Continental.
Em termos de naturalidade é nativa da região atrás indicada.

## Protecção
Não se encontra protegida por legislação portuguesa ou da Comunidade Europeia.